# خمرهای سرخ
خِمِرهای سُرخ نام گروهی با تفکرات و ایدئولوژی مائویستی بود که از سال ۱۹۷۵ تا ۱۹۷۹ بر کشور کامبوج حکومت می‌کرد. این حکومت برآمده از حزب کمونیست کامبوج بود و روش حکومتی آنها به گونه‌ای بود که در این سال‌ها منجر به نسل‌کشی و قتل‌عام ۱٫۷ میلیون نفر شد که ۲۱ درصد کل جمعیت کامبوج را شامل می‌شد. رژیم خِمِرهای سُرخ با حمله ارتش ویتنام سقوط کرد.
خِمِرهای سُرخ با در دست گرفتن قدرت تغییرات شدیدی را در جامعه ایجاد کردند به گونه‌ای که جامعه‌ای کاملاً کمونیستی و خودکفا ایجاد کنند. آنها حکومت «دموکراتیک کامبوج» را تأسیس کردند. آنها تمام مردم را به کار اجباری در مزارع مجبور کردند و مظنونان را مورد شکنجه قرار می‌دادند یا می‌کشتند. تخمین زده می‌شود که بیش از دو میلیون نفر از اهالی کامبوج طی این دورهٔ کوتاه کشته شده باشند.
رهبران خِمِرهای سُرخ تحصیل‌کردگان در کشور فرانسه بودند و منش حزب کمونیست فرانسه را سرلوحه خود قرار داده بودند. از میان آنها پل پوت شناخته‌شده‌تر بود که در سال ۱۹۹۸ درگذشت.

## سقوط

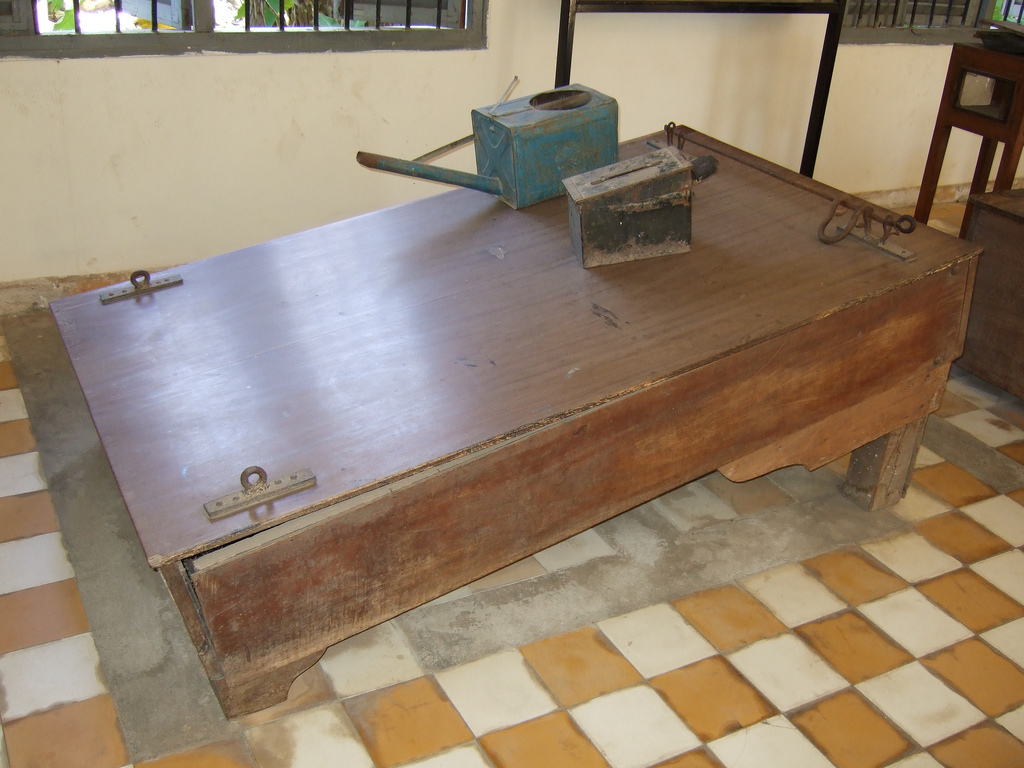
اتاق شکنجه و تخته «واتربوردینگ» در موزه نسل‌کشی سلنگ در کامبوج. القای حس خفگی با آب از روش‌های مرسوم اعتراف‌گیری خمرهای سرخ در فاصله سال‌های ۱۹۷۵ تا ۱۹۷۹ میلادی در کامبوج بود.

اختلافات مرزی با ویتنام باعث شد تا پل‌پوت نیروهای خود را در سال ۱۹۷۸ به مرزهای ویتنام بفرستد. تجاوز نیروهای کامبوج با پاسخ شدید ویتنام مواجه شد و یک سال بعد پنوم پن پایتخت کامبوج در اختیار نیروهای ویتنامی قرار گرفت. حکومت دمکراتیک کامبوج سرنگون شد و حزب کمونیست میانه‌روی دیگری که طرفدار ویتنام بود جایگزین آن شد.

## شخصیت‌های مهم در کادر خمرهای سرخ
- پُل پوت، معروف به «برادر شماره ۱»، رهبر خِمِرهای سُرخ.
- نون چه‌آ، معروف به «برادر شماره ۲»، ایدئولوگ ارشد و دست راست پل پوت.[۵][۶]
- لنگ ساری، معروف به «برادر شماره ۳»، وزیر امور خارجه خِمِرهای سُرخ.[۷]
- خیو سامفان، رئیس‌جمهور کامبوج از سال ۱۹۷۶ تا ۱۹۷۹ میلادی.[۸]
- سام بیت، از ژنرال‌های خِمِرهای سُرخ.[۸]
- اینگ تریت، وزیر امور اجتماعی رژیم خِمِرهای سُرخ و همسر لنگ ساری.[۸]
- کنگ گک ایو، معروف به «داچ»،[۹] رئیس زندان مخوف تیول اسلنگ در رژیم خِمِرهای سُرخ.[۸][۲]